# Samsung Internet
Samsung Internet Browser (sau pur și simplu Samsung Internet sau S Browser) este un navigator web desktop și mobil dezvoltat de Samsung Electronics. Se bazează pe proiectul open-source Chromium. Acesta este preinstalat pe dispozitivele Samsung Galaxy și, din 2015, este disponibil pentru descărcare de pe Google Play pentru toate dispozitivele Android.
Samsung a estimat că avea aproximativ 400 de milioane de utilizatori activi lunar în 2016. Potrivit StatCounter, în ianuarie 2023, Samsung Internet Browser deținea o cotă de piață de aproximativ 5,06% (din 69,37% pentru toate variantele Chrome).
În noiembrie 2023, Samsung Internet a fost lansat pentru Microsoft Windows prin Microsoft Store. Versiunea sa pentru Windows a fost eliminată din Microsoft Store în ianuarie 2024, din motive necunoscute.

## Motor
La începutul anului 2013, s-a decis ca Samsung Internet Browser să se bazeze pe Chromium. Prima versiune bazată pe Chromium a fost lansată odată cu modelul Samsung Galaxy S4, lansat în același an.
Majoritatea diferențelor de cod față de baza de cod Chromium standard au fost implementate pentru a oferi suport pentru hardware-ul specific Samsung, cum ar fi Gear VR și senzorii biometrici.

## Caracteristici
- Extensii de blocare a conținutului[10]
- IIntegrare Gear VR și DeX[11]
- Suport KNOX
- Navigare cu file: Deschideți până la 99 de file simultan (cea de-a 100-a filă va închide cea mai veche filă). [12]
- Sincronizare marcaj
- Blocarea anunțurilor
- Modul de citire
- Pagini salvate
- „Modul secret” și autentificare biometrică[13] (indisponibil pe dispozitivele declanșate Knox, unde deblocarea bootloader-ului dezactivează hardware-ul eFuse[14])
- Conectare automată web securizată
- Caracteristici S Pen
- Găsiți pe pagini
- Suport pentru lucrătorii de service și API Push
- Modul întunecat
- Personalizați meniul
- Asistent video
- Scaner de coduri QR
- Anti urmărire inteligentă[15]

Funcția Pagini salvate a fost criticată pentru lipsa portabilității datelor. Utilizatorii nu pot exporta sau salva paginile salvate, deoarece acestea sunt stocate într-un director blocat.

## Suport
Versiunea ulterioară (v6.2) a Samsung Internet pentru Android este compatibilă cu toate dispozitivele care rulează Android 5.0 sau o versiune ulterioară.
Anterior, versiunea 5.0 a Samsung Internet pentru Android era compatibilă doar cu dispozitivele Samsung Galaxy și Google Nexus care rulează Android 5.0 sau o versiune ulterioară.

## Istoricul versiunilor
În 2012, Samsung Internet a înlocuit navigatorul web implicit preinstalat pe dispozitivele Samsung Galaxy.